# مارسيلو بويك
مارسيلو بويك (بالبرتغالية: Marcelo Boeck‏) (28 نوفمبر 1984 بسانتا كروز دو سول في البرازيل - ) هو لاعب كرة قدم برازيلي في مركز حراسة المرمى. لعب مع سبورتينغ لشبونة ب وسبورتينغ لشبونة ونادي إنترناسيونال ونادي شابيكوينسي ونادي ماريتيمو وC.S. Marítimo B ‏.

## روابط خارجية
- مارسيلو بويك على موقع قاعدة بيانات كرة القدم.إي يو (الإنجليزية)
- مارسيلو بويك على موقع Soccerway.com (الإنجليزية)
- مارسيلو بويك على موقع عالم كرة القدم.نت (الإنجليزية)
- مارسيلو بويك على موقع AS.com (الإسبانية)